# Stazione di Maidenhead
La stazione di Maidenhead è una stazione situata nel Berkshire a Maidenhead. È servita ogni ora da quattro treni suburbani della Elizabeth Line e quelli transitanti sulle varie direzioni della ferrovia sulla Great Western Main Line, tra cui la Furze Platt railway station.